# Paul Debbert
Paul Debbert ( 1955) es un botánico, y taxónomo de plantas alemán.
- La abreviatura «Debbert» se emplea para indicar a Paul Debbert como autoridad en la descripción y clasificación científica de los vegetales.[3]